# Alternanthera boliviana
Alternanthera boliviana là loài thực vật có hoa thuộc họ Dền. Loài này được Rusby mô tả khoa học đầu tiên năm 1895.